# Koo Chen-fu
Dans ce nom chinois, le nom de famille, Koo, précède le nom personnel Chen-fu.
Koo Chen-fu (chinois traditionnel : 辜振甫, 6 janvier 1917 – 3 janvier 2005, également connu comme CF Koo via l'initiale de son prénom) est un homme d'affaires, diplomate et producteur de films taïwanais. Il dirige le groupe Koos de 1940 à sa mort. En tant que président de la Straits Exchange Foundation (SEF), Koo organise les premiers pourparlers directs entre Taïwan et la Chine continentale depuis 1949. Il fut le négociateur de Taïwan lors sommets Wang-Koo de 1993 et 1998.
Il était également producteur de films et a produit un certain nombre de films taïwanais entre 1973 et 1982, tels que Love, Love, Love (1974), Eight Hundred Heroes (1975), Heroes of the Eastern Skies (1977), The Coldest Winter in Peking,(1981) et Attack Force Z (1982).

## Biographie

### Débuts de sa vie
Né dans le nord de Taïwan au sein d'une riche famille d'hommes d'affaires dirigée par son père Koo Hsien-jung, Koo a étudié à l'université impériale de Taihoku (aujourd'hui université nationale de Taiwan). À la mort de son père en 1937, il hérite d'une fortune considérable et d'une entreprise. Il obtient son diplôme en 1940 et  poursuit des études supérieures au Japon.
En 1946, Koo a été emprisonné pendant 19 mois pour trahison, accusé d'avoir aidé les Japonais impériaux[réf. nécessaire]. Après sa libération, il s'est réfugié à Hong Kong et n'est revenu à Taïwan qu'en 1949 pour épouser sa femme, Cecilia Koo (zh). Il se concentre alors sur la gestion du groupe Koos ainsi que sur sa carrière politique, qui l'amène à siéger au comité central du Kuomintang.

### Présidence du SEF
Koo a été le président fondateur de la Straits Exchange Foundation (en) (SEF). Le 16 décembre 1991, un peu plus de dix mois après la création du SEF, les autorités de la république populaire de Chine (RPC) ont créé l'Association pour les relations à travers le détroit de Taiwan (ARATS), présidée par Wang Daohan. Cette organisation de front uni fut mise en place par le Bureau des affaires taïwanaises de la république populaire de Chine. L'année suivante, Koo et Wang ont préparé à Hong Kong des accords qui ont abouti à ce que l'on appelle le consensus de 1992. Cela a facilité les négociations sur les questions pratiques. Cependant, le contenu et l'existence de ce consensus de 1992 sont largement contestés. En 2001, Koo a affirmé publiquement que la réunion n'avait pas abouti à un consensus sur la question de la « Chine unique ». En avril 1993, Koo et Wang se sont rencontrés à Singapour pour tenir les premières discussions officielles entre Taipei et Pékin depuis 1949. Ils se sont à nouveau rencontrés à Shanghai en 1998. Le 18 octobre 1998, Koo a rencontré Jiang Zemin, secrétaire général du Parti communiste chinois, à Pékin. Les pourparlers ont été interrompus par Pékin en 1999 à la suite de la proposition du président de la république de Chine, Lee Teng-hui, d'une théorie des deux États.

### Décès
Koo Chen-fu décède d'un cancer du rein le 3 janvier 2005 à l'âge de 87 ans[réf. nécessaire].